# Feketetorkú lombjáró
A feketetorkú lombjáró (Setophaga virens)  a madarak osztályának verébalakúak (Passeriformes) rendjébe és az újvilági poszátafélék (Parulidae) családjába tartozó faj.

## Rendszerezése
A fajt Johann Friedrich Gmelin német természettudós írta le 1789-ben, a Motacilla nembe Motacilla virens néven. Sorolták a Dendroica nembe Dendroica virens néven.

## Alfajai
- Dendroica virens virens (Gmelin, 1789)
- Dendroica virens waynei Bangs, 1918

## Előfordulása
Kanadában és az Amerikai Egyesült Államok keleti részén fészkel. Telelni délre Mexikóba, a Karib-térségbe, Közép-Amerikába, valamint Dél-Amerika északi részére vonul. Kóborlóként eljut Ecuadorba, a Brit Virgin-szigetekre és az Amerikai Virgin-szigetekre is. Európában Németországban, Grönlandon és Izlandon észlelték. Mérsékelt övi erdőkben fészkel, a telet szubtrópusi és trópusi síkvidéki- és hegyi esőerdőkben tölti.

## Megjelenése
Testhossza 12,7-13 centiméter, a testtömege 7,4-11,3 gramm.
|  |  |

## Életmódja
Rovarokkal és pókokkal táplálkozik, télen magvakat is fogyaszt.

## Szaporodása
Fészekalja általában 4 tojásból áll, melyen 12 napig kotlik. A fiókák kirepülési ideje, még 8-11 nap.

## Természetvédelmi helyzete
Az elterjedési területe rendkívül nagy, egyedszáma viszont csökkenő. A Természetvédelmi Világszövetség Vörös listáján nem veszélyeztetett fajként szerepel.